# 法伊尔迪
法伊尔迪是葡萄牙布拉干萨区的一个堂区。总面积15.96平方公里，总人口158人，人口密度9.9人/平方公里。